# Giovanni Minozzi
Giovanni Minozzi, italijanski dirkač.
Giovanni Minozzi, nečak Antonia Ascarija in bratranec Alberta Ascarija, je na dirkah za Veliko nagrado debitiral v sezoni 1925, ko je z dirkalnikom Alfa Romeo RLS v moštvu Alfa Corse nastopil na dirki za Veliko nagrado Rima, na kateri je odstopil. Že na svoji drugi dirki za Veliko nagrado Italije je z dirkalnikom Alfa Romeo P2 dosegel prvi večji uspeh v karieri z drugim mestom, ki si ga je delil z Giuseppom Camparijem, zmagal pa je Gastone Brilli-Peri, vsi Alfa Corse. V naslednjih letih je dirkal le občasno, tako da je naslednji boljši rezultat dosegel v sezoni 1930, ko je z dirkalnikom Bugatti T35C zasedel četrto mesto na dirki za Veliko nagrado Monze, premagali so ga le trije dirkači tovarniškega moštva Officine Alfieri Maserati. Naslednjo uvrstitev na stopničke je dosegel že na svoji naslednji dirki za Veliko nagrado Alessandrie v sezoni 1931, ko ga je premagal le znameniti Achille Varzi. Kasneje v sezoni je, ponovno v moštvu Alfa Corse, dosegel tretje mesto na dirki za Veliko nagrado Belgije z dirkalnikom Alfa Romeo 6C, dirkal je skupaj s Ferdinandom Minoio. Vse do sezone 1938 je še razmeroma pogosto nastopal na dirkah, toda višje od petega mesta, ki ga je dosegel na dirki za Veliko nagrado Alessandrie 1933, se mu ni uspelo uvrstiti, za tem pa se je upokojil kot dirkač. Datum in kraj njegove smrti, podobno kot rojstva, nista znana. 